# Središče ob Dravi
Središče ob Dravi (in tedesco MarktPolsterau) è un comune della Slovenia creato il 1º marzo 2006 con parte l'estrema parte orientale del territorio del comune di Ormož, nei pressi del confine con la Croazia.

## Insediamenti
- Godeninci
- Grabe
- Obrež
- Središče ob Dravi
- Šalovci